# Agregat glebowy
Agregat glebowy (łac. aggregatus = skupiony) – różnego kształtu i wielkości gruzełki o różnej trwałości, które powstały w glebie na skutek łączenia się pojedynczych ziaren mineralnych. Stanowią one strukturę gleby.